# Старые Красницы
Старые Красницы (фин. Raanitsa) — деревня в Большеврудском сельском поселении Волосовского района Ленинградской области.

## История
На карте Ингерманландии А. И. Бергенгейма, составленной по шведским материалам 1676 года, она обозначена как деревня Krasnitsa.
На шведской «Генеральной карте провинции Ингерманландии» 1704 года — как деревня Krasnitza.
Как деревня Карсница она упоминается на «Географическом чертеже Ижорской земли» Адриана Шонбека 1705 года.
Как деревня Красницы обозначена на карте Ингерманландии А. Ростовцева 1727 года.
Упомянута на карте Санкт-Петербургской губернии Я. Ф. Шмидта 1770 года как деревня Старые Красницы.
На карте Санкт-Петербургской губернии Ф. Ф. Шуберта 1834 года — как деревня Старая Красница.

КРАСНИЦЫ — деревня принадлежит генерал-майорше Тизенгаузеной, число жителей по ревизии: 25 м. п., 28 ж. п. (1838 год)

На этнографической карте Санкт-Петербургской губернии П. И. Кёппена 1849 года она обозначена как деревня «Krasnitz», расположенная в ареале расселения савакотов. В пояснительном тексте к этнографической карте она записана как деревня Krasnitz (Ranitz) (Красницы) и указано количество её жителей на 1848 год: савакотов — 41 м. п., 35 ж. п., всего 76 человек.
Обозначена на карте профессора С. С. Куторги 1852 года как деревня Старые Красницы.

КРАСНИЦЫ — деревня гвардии капитана Тизенгаузена, 10 вёрст почтовой, а остальное по просёлочной дороге, число дворов — 20, число душ — 48 м. п. (1856 год)

КРАСНИЦЫ — деревня владельческая при колодце, по правую сторону 2-й Самерской дороги, число дворов — 16, число жителей: 44 м. п., 52 ж. п. (1862 год)

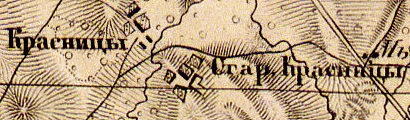
Деревня Старые Красницы на карте 1863 года

Согласно карте из «Исторического атласа Санкт-Петербургской Губернии» 1863 года деревня называлась Старые Красницы. К северу и по смежеству находилась деревня Красницы, современное название — Новые Красницы.
В конце XIX — начале XX века деревня административно относилась к Врудской волости 1-го стана Ямбургского уезда Санкт-Петербургской губернии. Население деревни было смешанным — финско-русским.
По данным «Памятной книжки Санкт-Петербургской губернии» за 1905 год пустошью Красницы площадью 316 десятин владела дочь причетника Варвара Павловна Петропавловская.

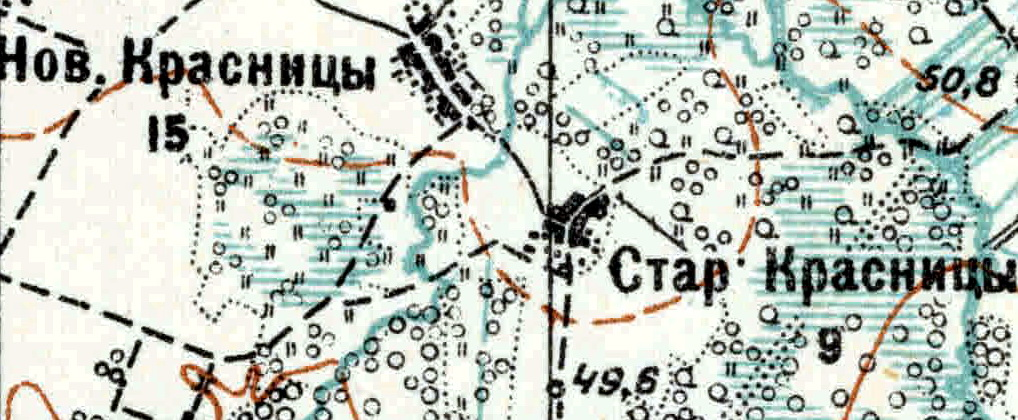
Деревня Старые Красницы на карте 1915 года

С 1917 по 1924 год деревня Старые Красницы входила в состав Красницкого сельсовета Молосковицкой волости Кингисеппского уезда.
С 1924 года в составе Сырковицкого сельсовета.
Согласно данным переписи населения СССР 1926 года в деревне Красницы Старые проживали 68 человек, большинство финны, а также русские и эстонцы.
С 1927 года в составе Молосковицкого района.
С 1928 года в составе Курского сельсовета.
С 1931 года в составе Волосовского района.
По данным 1933 года деревня называлась Красницы и входила в состав Курского сельсовета Волосовского района.
Согласно топографической карте РККА 1940 года деревня насчитывала 13 дворов.
C 1 августа 1941 года по 31 декабря 1943 года деревня находилась в оккупации.
С 1963 года в составе Кингисеппского района.
С 1965 года вновь в составе Волосовского района.
По данным 1966 года деревня называлась Старые Красницы и также находилась в составе Курского сельсовета.
По данным 1973 и 1990 годов деревня Старые Красницы находилась в составе Остроговицкого сельсовета Волосовского района.
В 1997 году в деревне Старые Красницы не было постоянного населения, деревня относилась к Остроговицкой волости, в 2002 году проживали 7 человек (все русские).
В 2007 году в деревне также проживали 7 человек, в 2010 году — 16, в 2013 году — также 16 человек.
В мае 2019 года деревня вошла в состав Большеврудского сельского поселения.

## География
Деревня расположена в западной части района близ автодороги 41К-046 (Большая Вруда — Сырковицы).
Расстояние до административного центра поселения — 4,5 км.
Расстояние до ближайшей железнодорожной станции Молосковицы — 10 км.
Через деревню протекает река Алеска.

## Демография
| 1838 | 1848 | 1862 | 1997 | 2002 | 2007 | 2010 |
| ---- | ---- | ---- | ---- | ---- | ---- | ---- |
| 53   | ↗76  | ↗96  | ↘0   | ↗7   | →7   | ↗16  |
| 2013 | 2014 | 2017 |      |      |      |      |
| →16  | ↗18  | ↘16  |      |      |      |      |

### Национальный состав
Согласно данным Всероссийской переписи населения 2021 года в деревне проживали 11 человек, все русские.